# Chill Out
Chill Out płyta Johna Lee Hookera wydana w 1995 roku. Zebrane zostały na niej utwory Hookera nagrane pomiędzy kwietniem 1991 a czerwcem 1993 roku.
Płyta została wydana przez wytwórnię Virgin/Pointblank (producent Roy Rogers) i skatalogowana pod numerem VPBCD 22.

## Lista utworów
1. "Chill Out (Things Gonna Change)" - 4:46
2. "Deep Blue Sea" - 4:07
3. "Kiddio" - 3:10
4. "Medley Serves Me Right To" - 6:26
5. "One Bourbon, One Scotch, One Beer" - 3:25
6. "Tupelo" - 3:57
7. "Woman On My Mind" - 5:28
8. "Annie Mae" - 5:18

## Nagrody i pozycja na listach
- 1995 - Nagroda Grammy w kategorii Best Traditional Blues Album

## Twórcy
- John Lee Hooker - gitara, śpiew
- Carlos Santana - w utworze "Chill Out (Things Gonna Change)"
- Van Morrison -  duet śpiew w utworze "Medley Serves Me Right To"
- Charles Brown - pianino w utworach "Kiddio" oraz "Annie Mae"